# Graham Robb
Graham Robb (* 2. června 1958 Manchester ) je britský spisovatel a literární historik, píšící především o francouzské literatuře a francouzských dějinách nové doby.

## Život
Studoval na základní a střední škole ve Worcesteru, poté pokračoval ve studiu na Exeter College v Oxfordu, kde získal v roce 1981 titul B.A. (bakalář umění). Pokračoval studiem na Vanderbilt University, kde obhájil doktorát z dějin literatury a získal titul PhD. Od roku 1987 do roku 1990 byl postdoktorantem na Exeter College univerzity Oxford 3.
Od té doby se věnuje profesi spisovatele ve svobodném povolání. Jeho zájmen jsou dějiny francouzské literatury (publikoval studie o Baudelairovi, o Balzacovi nebo o homosexualitě v literatuře 19. století) a francouzské dějiny, zejména období od Velké francouzské revoluce do druhé třetiny 20. století.

## Dílo
Proslavil se románem Pařížané o integraci imigrantů ve městě Bondy na předměstí Paříže. Román byl přeložen do několika jazyků a Robb za něj byl vyznamenán francouzským Řádem umění a literatury. Je členem britské Královské společnosti umění.